# 米哈伊·勒兹万·温古雷亚努
米哈伊·勒兹万·温古雷亚努（羅馬尼亞語：Mihai Răzvan Ungureanu，發音：[miˈhaj rəzˈvan unɡuˈre̯anu]；1968年9月22日—）是一位罗马尼亚的历史学家、政治人物和前总理。2004年12月28日到2007年3月12日担任外交部长，2007年被任命为对外情报局局长，2012年2月在埃米尔·博克政府辞职后，他被任命为总理，3个月后被议会不信任投票后下台。

## 简介
温古雷亚努早年就读于雅西Costache Negruzzi高中，1987年以优秀毕业生毕业。此后考入雅西大学历史和哲学系，1992年毕业。1985年到1989年，温古雷亚努是共产主义青年联盟中央委员会委员，1990年至1992年，他作为大学参议院学生代表。1993年，获得牛津大学圣十字学院希伯来语和犹太研究中心硕士学位。
温古雷亚在雅西大学任教授时于1998年进入外交部门，担任外交部国务秘书(1998 - 2000)和驻维也纳的东南欧稳定公约代表 (2000–2004)。2004年12月至2007年3月任外交部长，2007年11月至2012年任对外情报局局长。

## 短期总理
2012年2月6日，伯塞斯库总统提名对外情报局局长温古雷亚努为新政府总理，新政府以微弱多数通过议会信任投票。2月9日新内阁在总统府宣誓就职。温古雷亚努内阁由来自民主自由党、匈牙利族民主联盟、罗马尼亚全国进步联盟和独立人士的18名成员组成。
2012年4月18日，由社会民主党、国家自由党和保守党组成的社会自由联盟向罗马尼亚议会提交了对温古雷亚努政府的首个不信任案。不信任案对政府的指责主要集中在以下几个方面：管理国家资源缺乏战略，无视国家利益出售矿产资源和国有矿业和能源公司股份；预算分配不公，中央政府向地方拨款时偏重执政党控制的地区；干涉大学独立办学原则，未经校方领导机构同意便作出在特尔古穆列什医科大学增设匈牙利语教学课程的决定。
4月27日议会以超过半数的235票赞成通过不信任案。执政两个多月的温古雷亚努联合政府从而成为罗历史上最短命的政府。

## 下台后
2012年7月，温古雷亚努和自由人民党领导人克里斯蒂安·普雷达和莫妮卡·马科维创立了非政府组织的中右公民倡议(ICCD)，2012年8月民主自由党、国家农民基督教民主党、新国家党和中右公民倡议组成联盟，8月31日，温古雷亚努加入公民力量党。

## 个人生活
温古雷亚努已经结婚，有一个儿子。他能讲一口流利的三门外语(英语、法语和德语)，他还能看匈牙利文。